# 1999 HF8
1999 HF8 är en asteroid i huvudbältet som upptäcktes den 16 april 1999 av LINEAR i Socorro County, New Mexico.
Asteroiden har en diameter på ungefär 15 kilometer.